# Maurits Pico Diederik van Sytzama (1789-1848)

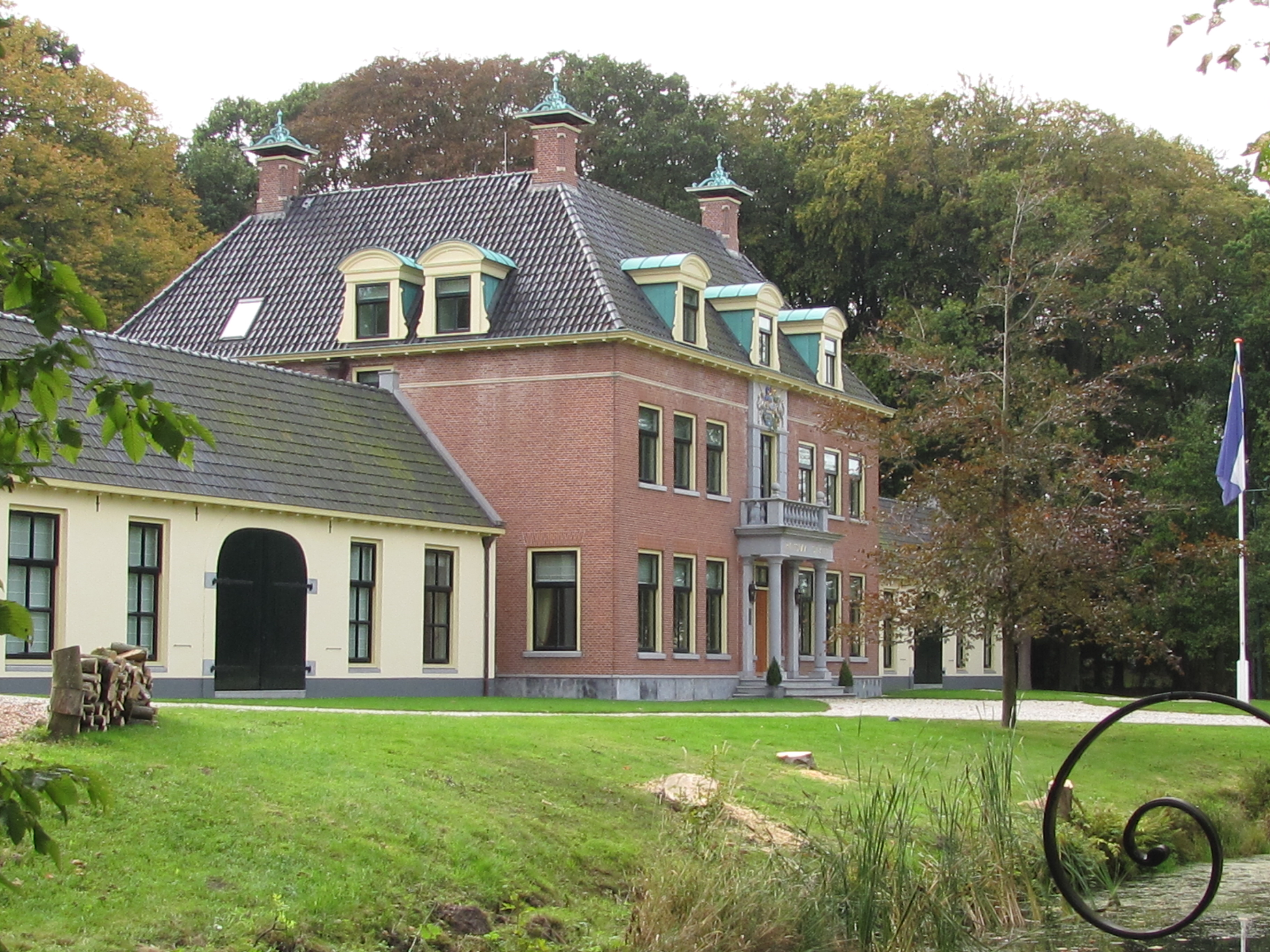
Rinsmastate

Wapen van Sytzama

Maurits Pico Diederik baron van Sytzama (Driezum, 2 juni 1789 - Leeuwarden, 15 juli 1848) was een Nederlands politicus en bestuurder.

## Jeugd en opleiding
Hij, lid van de familie Van Sytzama, was een zoon van cavalerieofficier Johannes Galenus baron van Sytzama en Anna Maria Maclaine. Van 1809 tot 1813 studeerde hij Romeins- en hedendaags recht in Groningen. Vervolgens werd hij politiek en bestuurlijk actief in en voor Friesland.

## Als politicus
Hij was een tamelijk onafhankelijk optredend Tweede Kamerlid uit het noorden van Friesland. Tevens was hij grietman (burgemeester) van Idaarderadeel en daarna Gouverneur van Friesland. Hij weigerde in 1840 een benoeming in de Raad van State. Hij zat bijna veertien jaar in de Tweede Kamer en was daarvan in de zitting 1837/1838 de voorzitter.

## Loopbaan
- Maire van Veenwouden, van 1813 tot 1816
- Ontvanger der registratie te Bergum, vanaf 1814
- Grietman van Idaarderadeel, van 1817 tot 1840
- Lid Provinciale Staten van Friesland voor de grietenij Westdongeradeel, van 1817 tot 1826
- Adjunct-houtvester eerste jachtdistrict, van 1820 tot 1823
- Houtvester eerste jachtdistrict van Friesland, van 1823 tot 1840
- Onafhankelijk lid Tweede Kamer der Staten-Generaal voor de provincie Friesland, van 2 december 1826 tot 27 oktober 1840
- Voorzitter Tweede Kamer der Staten-Generaal, van 18 oktober 1837 tot 15 oktober 1838
- Gouverneur van Friesland, van 12 september 1840 tot 15 juli 1848

### Niet-aanvaarde politieke functies
- Lid Provinciale Staten van Friesland voor de grieternij Ferwerderadeel, 1814
- Lid Raad van State, september 1840 (geweigerd)
- Lid Provinciale Staten voor de Ridderschap, 1841 (hij achtte dit onverenigbaar met zijn functie als Gouverneur van Friesland)

## Huwelijk en kinderen
Op 8 juli 1815 trouwde hij in Leeuwarden met Geertruid de Wendt (1793-1865). Zij kregen drie kinderen onder wie grietman Eyzo de Wendt van Sytzama (1816-1843) en burgemeester Johannes Galenus Willem Hendrik van Sytzama (1830-1907).
Het gezin woonde achtereenvolgens op de Rinsma State in Driezum en op een buitenhuis in Friens (destijds gemeente Idaarderadeel, waar hij 23 jaar grietman was).

## Onderscheidingen
- Ridder in de Orde van de Nederlandse Leeuw (17 oktober 1831)
- Commandeur in de Orde van de Nederlandse Leeuw

- Biografisch Portaal: 14461652
- Digitale Bibliotheek voor de Nederlandse Letteren: sytz001
- International Standard Name Identifier: 0000 0003 8817 3688
- Nederlandse Thesaurus van Auteursnamen: 070027684
- Parlement.com: vg09llqsm2tu
- Virtual International Authority File: 281292206
- WorldCat: E39PBJmP9FXgMc33P3M4G4wDMP